# Blå fetknopp
Blå fetknopp (Sedum caeruleum) är en art i familjen fetbladsväxter.

## Synonymer
Oreosedum caeruleum (L.) V.Grulichntaines
Sedum caeruleum  L.
Sedum heptapetalum  Poiret